# وضعیت حقیقی
وضعیت حقیقی یا وضعیت آدرس‌دهی حقیقی، گونه‌ای از عملکرد در پردازنده‌های سازگار با معماری اکس-۸۶ است. ویژگی اصلی وضعیت حقیقی ایجاد یک قطعه ۲۰-بیتی (که دقیقاً اجازه آدرس‌دهی حافظه تا ۱ مگابایت را به سیستم‌عامل می‌دهد) از فضای آدرس‌دهی حافظه است. در این وضعیت نرم‌افزارها می‌توانند آزادانه به تمام بخش‌های حافظه، درگاه‌های I/O و سخت‌افزارهای جانبی دسترسی داشته باشند. وضعیت حقیقی هیچ روندی جهت محافظت از حافظه، انجام وظایف به‌طور موازی یا سطح‌بندی دسترسی‌ها ندارد. پیش از ظهور پردازنده‌های ۸۰۲۸۶ (که وضعیت محافظت‌شده را معرفی کردند)، وضعیت حقیقی تنها وضعیت موجود بر روی پردازنده‌های اکس-۸۶ بود. در حال حاضر تمام پردازنده‌های ایکس-۸۶، جهت پشتیبانی از سازگاری عقبرو، در وضعیت حقیقی اجرا می‌شوند.